# Царик, Григорий Яковлевич

Могила Царика

Григорий Яковлевич Царик (1909—1974) — советский работник промышленности, токарь-инструментальщик киевского завода «Арсенал», Герой Социалистического Труда (1964).

## Биография
Родился 21 января 1909 года под городом Яготин Российской империи, ныне Киевской области Украины. Украинец.
С 1927 года работал на киевском заводе «Арсенал». Г. Я. Царик был токарем высшей квалификации, одним из настоящих мастеров своего дела. Ему поручали изготовлять самые ответственные детали. Был бригадиром ударной комсомольской бригады завода.
В годы Великой Отечественной войны, когда завод «Арсенал» работал в эвакуации, Царик ежедневно намного перевыполнял нормы.
Григорий Яковлевич был одним из первых стахановцев в Киеве, потом — активистом движения за коммунистическое отношение к труду и организатором школ передовых методов труда.
Член ВКП(б)/КПСС с 1932 года. Делегат десяти съездов КПСС и КПУ, шесть сроков был депутатом и членом президиума Верховного Совета УССР.
Жил в Киеве. Умер 30 июня 1974 года. Похоронен в Киеве на Байковом кладбище.

## Награды
- Указом Президиума Верховного Совета СССР в 1964 году токарю-инструментальщику киевского завода «Арсенал» Царику Григорию Яковлевичу присвоено звание Героя Социалистического Труда с вручением ему ордена Ленина и золотой медали «Серп и Молот».
- Награждён орденами Ленина (1964), Октябрьской Революции, Трудового Красного Знамени и медалями.
- Заслуженный рационализатор Украинской ССР (1963).

## Память
- В 1974 году именем Г. Я. Царика названа улица в Киеве (переименована в 2023 году в переулок Ипподромный).[5]